# Мале Приютне
Мале Прию́тне (рос. Малое Приютное) — присілок у складі Петуховського округу Курганської області, Росія.
Населення — 55 осіб (2010, 70 у 2002).
Національний склад станом на 2002 рік:
- росіяни — 94 %